# Forces armées de Bolivie

Drapeau des Forces armées boliviennes.

Les Forces armées de Bolivie (en espagnol : Fuerzas Armadas de Bolivia) constituent l'ensemble des organisations publiques chargées de la défense face à des agressions externes et de la sécurité nationale intérieure. Elles assurent également la sécurité, la stabilité et protègent la Constitution bolivienne.
Les forces armées sont constituées de :
- l'Armée bolivienne (y compris la police militaire) ;
- la Force aérienne bolivienne ;
- la marine bolivienne.

À cela s'ajoutent des unités constituées de « pré-militaristes boliviens » (« Premilitares »), de corps de réserve, d’unités servant sous mandat et d'une unité d’urgence et de secours.
Le commandant en chef des forces armées est le général Sergio Carlos Orellana Centellas et le chef d'état-major est Pablo Arturo Guerra Camacho.
Depuis l’indépendance de la Bolivie en 1825, les forces armées boliviennes ont été impliquées quelque 180 coups d’État.
Des soldats boliviens déclenchent une grève en avril 2014 afin de protester contre la faible représentation des classes populaires dans le vivier des officiers et contre les brimades et la discrimination permanente de la part des officiers qui ont notamment pour habitude d’utiliser les soldats de base pour des travaux privés. Le haut commandement de l’armée congédie plus de 700 sous-officiers grévistes, reconnus coupables de « sédition, mutinerie et atteinte à la dignité des forces armées boliviennes ».